# أرونية
الأَرُونِيَة أو الأرونيا هي فاكهة قريبة جدا من الفوتينيا والتي هي جنس نباتات تتكون من أشجار صغيرة ذات فروع كثيرة والتي أدرجت الأرونيا تحت تصنيفها في أغلب الأحيان. ولكن عالم النبات كوركليس كالكمان لاحظ أن هذا الجنس المهجن أو المدمج من النباتات يجب أن يدرج تحت اسم الأرونيا.
هذا الجنس المدمج يحتوي تقريبا على خمس وستون نوعا يندرجون تحته. وفي عام 2004 أبدى نفس العالم بعض الشكوك حول تركيبة الجزيئات لهذ الجنس من النباتات.
في الشمال الشرقي لأمريكا هناك نوعان معروفان من هذه الفاكهة تمت تسميتهما بناءً على لونهما وهما التشوكبيري الأحمر والتشوكبيري الأسود بالإضافة إلى التشوكبيري البنفسجي الذي هو في الأصل هجين بين النوعين السابقين.

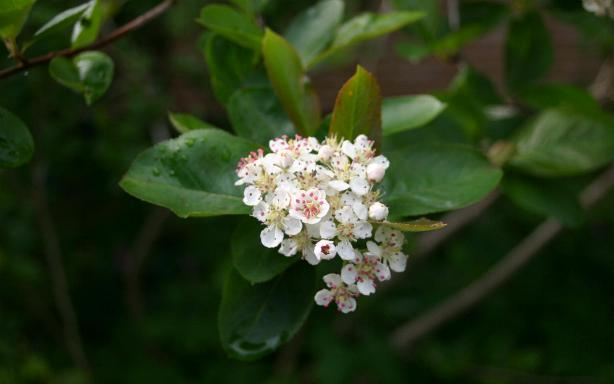
أوراوق وزهور الأرونية السوداء

## وصلات خارجية
- قاعدة بيانات النباتات
- أرونيا : فاكهة الشهر
- نبات الأرونيا